# Paul Bonett
Paul Bonett (Floriana, 1930. március 25. – 2019. január 16.) máltai nemzetközi labdarúgó-játékvezető.

## Pályafutása

### Labdarúgóként
Fiatalon ismerkedett meg a labdarúgással, a Msida csapatban játszott. Labdarúgó pályafutása alatt a legmagasabb szinten a III. osztályban sikerült játszania.

### Labdarúgó-játékvezetőként

#### Nemzeti játékvezetés
Már játékos korában 1953-ban letette a játékvezetői vizsgát, sokáig nem tudott dönteni, hogy melyik pályafutást folytatja intenzívebben, 1958-ban lett hazája legfelső szintű labdarúgó-bajnokságának játékvezetője. Az aktív nemzeti játékvezetéstől 1980-ban vonult vissza. 1952-1980 között több mint 700 mérkőzésen működött közre.

##### Nemzeti kupamérkőzések
Vezetett Kupa-döntők száma: 6.

###### Máltai Kupa
Aktív pályafutása alatt a Máltai Labdarúgó-szövetség JB kiemelkedő szakmai felkészültsége alapján hat alkalommal bízta meg a kupadöntő vezetésével. 1972/1973 döntő találkozón megsérül és Tonio Briguglio 1. számú partbíró vette át a mérkőzés irányítását.
| Időpont | Helyszín                         | Mérkőzés típusa     | Mérkőzés                          | Eredmény |
| ------- | -------------------------------- | ------------------- | --------------------------------- | -------- |
| 1963.   | Ta'Qali Nemzeti Stadion, Sliema  | döntő               | Sliema Wanderers FC–Hibernians FC | 2 : 0    |
| 1968.   | Ta'Qali Nemzeti Stadion, Sliema  | döntő               | Sliema Wanderers–Hibernians FC    | 3 : 2    |
| 1969.   | Ta'Qali Nemzeti Stadion, Sliema  | döntő               | Sliema Wanderers–Hamrun Spartacus | 3 : 1    |
| 1971.   | Hibernians Ground Stadion, Paola | döntő első mérkőzés | Hibernians FC–Sliema Wanderers    | 1 : 1    |
| 1973.   | Városi Stadion, Gżira            | döntő első mérkőzés | Gzira United–Birkirkara FC        | 0 : 0    |
| 1980.   | Hibernians Ground Stadion, Paola | döntő               | Hibernians FC–Sliema Wanderers    | 2 : 1    |

#### Nemzetközi játékvezetés
A Máltai labdarúgó-szövetség (MFRA) Játékvezető Bizottsága (JB) 1961-ben terjesztette fel nemzetközi játékvezetőnek, a Nemzetközi Labdarúgó-szövetség (FIFA) bíróinak keretébe. Hosszú és aktív pályafutása alatt több nemzetek közötti válogatott és klubmérkőzést vezetett vagy partbíróként tevékenykedett. A máltai nemzetközi játékvezetők rangsorában, a világbajnokság (vb)-Európa-bajnokság (Eb) sorrendjében a 2. helyet foglalja el 7 találkozó szolgálatával. Hazájából a legtöbb vb (3)-Eb (3) tornán működhetett közre bíróként. Az aktív nemzetközi játékvezetéstől 1980-ban búcsúzott.

##### Világbajnokság
Három világbajnoki döntőbe vezető úton Mexikóba a IX., az 1970-es labdarúgó-világbajnokságra, Németországba a X., az 1974-es labdarúgó-világbajnokságra, valamint Argentínába a XI., az 1978-as labdarúgó-világbajnokságra a FIFA JB bíróként foglalkoztatta. Az afrikai zónában az Algéria –Tunézia csoportmérkőzést koordinálta.

###### 1970-es labdarúgó-világbajnokság
| Időpont            | Helyszín             | Mérkőzés típusa           | Mérkőzés      | Eredmény | Nézők száma |
| ------------------ | -------------------- | ------------------------- | ------------- | -------- | ----------- |
| 1968. december 11. | GSP Stadion, Nicosia | előselejtező (7. csoport) | Ciprus–Skócia | 0 : 5    | 5 895       |

###### 1974-es labdarúgó-világbajnokság
| Időpont           | Helyszín              | Mérkőzés típusa           | Mérkőzés    | Eredmény | Nézők száma |
| ----------------- | --------------------- | ------------------------- | ----------- | -------- | ----------- |
| 1973. november 3. | Qemal Stadion, Tiranë | előselejtező (4. csoport) | Albánia–NDK | 1 : 4    | 16 157      |

###### 1978-as labdarúgó-világbajnokság
| Időpont           | Helyszín                  | Mérkőzés típusa           | Mérkőzés         | Eredmény | Nézők száma |
| ----------------- | ------------------------- | ------------------------- | ---------------- | -------- | ----------- |
| 1977. február 28. | Központi Stadion, Algiers | selejtező (Afrikai zóna)  | Algéria–Tunézia  | 1 : 1    |             |
| 1977. március 30. | Wembley Stadion, London   | előselejtező (2. csoport) | Anglia–Luxemburg | 5 : 0    | 81 718      |

##### Európa-bajnokság
Három európai torna döntőjéhez vezető úton Belgiumba a IV., az 1972-es labdarúgó-Európa-bajnokságra, Jugoszláviába az V., az 1976-os labdarúgó-Európa-bajnokságra, valamint Olaszországba a VI., az 1980-as labdarúgó-Európa-bajnokságra az UEFA JB játékvezetőként alkalmazta.

##### 1972-es labdarúgó-Európa-bajnokság
| Időpont           | Helyszín                    | Mérkőzés típusa           | Mérkőzés         | Eredmény | Nézők száma |
| ----------------- | --------------------------- | ------------------------- | ---------------- | -------- | ----------- |
| 1970. október 17. | Müngersdorfer Stadion, Köln | előselejtező (8. csoport) | NSZK–Törökország | 1 : 1    | 52 204      |

##### 1976-os labdarúgó-Európa-bajnokság
| Időpont            | Helyszín                         | Mérkőzés típusa           | Mérkőzés             | Eredmény | Nézők száma |
| ------------------ | -------------------------------- | ------------------------- | -------------------- | -------- | ----------- |
| 1975. október 12.  | Sarriá Stadion, Barcelona        | előselejtező (4. csoport) | Spanyolország–Dánia  | 2 : 0    | 6 869       |
| 1978. december 13. | El Helmántico Stadion, Salamanca | előselejtező (3. csoport) | Spanyolország–Ciprus | 5 : 0    | 17 500      |

## Sportvezetőként
Aktív pályafutását befejezve a Máltai Labdarúgó-szövetség JB szakmai oktatásával és vizsgáztatásával foglalkozik. Nemzeti- és nemzetközi ellenőr.